# الشاجنة (المسيمير)

تعديل مصدري - تعديل

الشاجنة هي إحدى قرى عزلة المسيمير بمديرية المسيمير التابعة لمحافظة لحج، بلغ تعداد سكانها 82 نسمة حسب تعداد اليمن لعام 2004.